# Еберхард IV фон Щархемберг
Еберхард IV (II) фон Щархемберг (на немски: Eberhard IV (II) von Starhemberg; * 1360; † 8 февруари 1429, Залцбург) от могъщия род „Щархемберг“, е архиепископ на Залцбург (1427 – 1429).

## Произход и духовна кариера
Той е вторият син на Рюдигер III фон Щархемберг-Вилдберг, Лобенщайн, Вайденхолц, Албрехтсберг († 1389) и втората му съпруга Мария Анна фон Даксберг-Рапотенщайн († 1370), дъщеря на Георг фон Даксберг и Вилбург фон Капелен. Потомък е на Дуринг I фон Щайр († сл. 1118) и Елизабет фон Щайнбах. Братята му са Каспар I фон Щархемберг († 1418, Виена) и Гундакар IX фон Щархемберг-Вилдберг († 1418).
Еберхард фон Щархемберг следва теология в Париж, където промовира за доктор. Той става скоро дехант на катедралния капител на Залцбург. Като архиепископ той се старае за уредено управление и готовността за защита на замъците и дворците.
Умира на 8 февруари 1429 г. в Залцбург и е погребан в капелата Св. Анна в катедралата.